# Efua Dorkenoo
Efua Dorkenoo (Ghana, 6 setembre 1949–Londres, 18 octubre 2014), coneguda com a "Mama Efua", va ser una activista ghanesobritànica lluitadora contra mutilació genital femenina (MGF) que va iniciar el moviment global per eliminar-ne la pràctica i va treballar a nivell internacional durant més de 30 anys per aconseguir que la reivindicació deixés de ser un problema sense reconeixement, a una qüestió clau per als governs de tot el món."

## Biografia
Va néixer en Costa de Cap, Ghana, el 1949. Estudià a l'institut Wesley Girls. Als 19 anys va anar a Londres a estudiar infermeria.
Es va graduar a l'Escola d'Higiene i Medicina Tropical de Londres. Va aconseguir una beca de recerca a la Universitat de la Ciutat de Londres.
Va ser infermera en diversos hospitals, incloent l'Hospital Royal Free. Quan es formava com a llevadora, va ser quan va prendre consciència de l'impacte de la mutilació genital femenina (MGF) en la vida de les dones.
Dorkenoo va morir de càncer a Londres als 65 anys, el 18 d'octubre de 2014.

## Trajectòria activista
Es va unir al grup internacional Minority Rights i va viatjar a diversos llocs d'Àfrica per recaptar informació i elaborar un dels primers informes publicats sobre MGF el 1980. El 1983 crea la Fundació per a la Salut de les Dones, Recerca i Desenvolupament (FORWARD), una ONG britànica que recolza dones que han sofert la MGF i intenta eliminar-ne la pràctica.
El 1995 va començar a treballar amb l'Organització Mundial de la Salut (OMS) i allí va ser directora en funcions per a la salut de les dones fins a 2001. Va ser la directora del programa que havia iniciat, "The Girl Generation: Together To End FGM", un programa de màrqueting social dirigit a població africana per suprimir la MGF, que oficialment es va llançar el 10 d'octubre de 2014. Va ser també directora i, posteriorment, consellera sènior sobre MGF per Equality Now (una organització internacional de drets humans). Era amiga d'Alice Walker i va assessorar -i va participar- en el documental Warrior Marks (1993) realitzat per Walker, Pratibha Parmar i Gloria Steinem, que va escriure una introducció al llibre de Dorkenoo publicat el 1994 Cutting the Rose: Female Genital Mutilation. 

## Premis i reconeixements
- El 1994, Dorkenoo va ser nomenada Agent de l'Orde de l'Imperi britànic. El 2000, ella i Gloria Steinem van rebre el Premi internacional de drets humans d'Equality Now.[12]
- El 2012, la van nomenar becària honorària de recerca a l'Escola de Ciències de la Salut de la Universitat de la Ciutat de Londres.
- El 2013 va ser nomenada una de les 100 Dones de la BBC.[13]
- El llibre de Dorkenoo Cutting the Rose: Female Genital Mutilation (1994) va ser seleccionat per un jurat internacional el 2002 com un dels 100 Llibres Millors de l'"Àfrica del segle XX".[14][15]

## Publicacions
- Cutting The Rose: Female Genital Mutilation the Practice and its Prevention (Minority Rights Group, 1994).
- Report of the First Study Conference of Genital Mutilation of Girls in Europe/ Western World (1993)
- Child Protection and Female Genital Mutilation: Advice for Health, Education, and Social Work Profession (1992)
- Female Genital Mutilation: Proposals for Change (with Scilla Elworthy) (1992)
- Tradition! Tradition: A symbolic story on female genital mutilation (1992)
- As Stella Efua Graham with Scilla McLean (eds), Female Circumcision, Excision, and Infibulation (Minority Rights Group Report 47, 1980)